# Virginia Beach Challenger
Il Virginia Beach Challenger è stato un torneo professionistico di tennis giocato su campi in cemento. Faceva parte dell'ATP Challenger Series. L'unica edizione si è disputata a Virginia Beach negli Stati Uniti.

## Albo d'oro

### Singolare
| Anno | Campione     | Finalista   | Punteggio |
| ---- | ------------ | ----------- | --------- |
| 1978 | Deon Joubert | Mike Cahill | 7–5, 6–1  |

### Doppio
| Anno | Campioni                   | Finalisti              | Punteggio |
| ---- | -------------------------- | ---------------------- | --------- |
| 1978 | Peter Rennert Kevin Curren | Joe Meyers Trey Waltke | 6–3, 6–2  |